# 洪潮江
洪潮江，位于中华人民共和国广西壮族自治区南部，是南流江右岸支流，发源于灵山县伯劳镇菱塘村，蜿蜒向南流入洪潮江水库，于合浦县星岛湖乡东江村出库后继续蜿蜒向南，于石湾镇清水村以西汇入南流江。河长45.9千米，流域面积472平方千米。年均径流量4.14亿立方米。